# Creu del Centenari
La Creu del Centenari era una creu de terme del Bruc (Anoia) realitzada amb motiu de la commemoració del centenari de les batalles del Bruc de l'any 1808 durant la guerra del Francès. Es va inaugurar el dia 6 de juny del 1908, el dia central dels actes del centenari. Es va instal·lar al lloc anomenat aleshores Pla de Can Sayol, espai on avui hi ha l'escola pública.
La creu era tota de pedra i constava d'un pedestal i una columna amb capitell que es coronava amb una creu. D'aquest conjunt escultòric, només en resta el pedestal, el capitell i una part de la creu. El peu conserva la inscripció: Recort del Centenari. 1908. El capitell està esculturat amb els escuts de les quatre capitals catalanes ornats amb elements vegetals. Es conserva la part central de la creu que mostra el relleu de les quatre barres. La part de la creu que es conserva té formes vegetals i l'escut de les quatre barres. Es troba al museu de la muntanya de Montserrat del Bruc.